# 2014年8月中国大陆

## 8月1日
- 清华大学与雅砻江流域水电开发有限公司在成都签署了共同建设“中国锦屏地下实验室”二期工程的合作协议，标志着这个国际上垂直岩石覆盖最深的、中国第一个极深地下实验室的扩建工作正式启动[1][2]。
- 中华人民共和国国防部在人民大会堂举行招待会庆祝中国人民解放军建军87周年。中央军委委员、国务委员兼国防部长常万全致祝酒辞。在京的中央军委委员、总政治部主任张阳，中央军委委员、总后勤部部长赵克石，中央军委委员、总装备部部长张又侠出席招待会[3]。
- 河北平山县一位六旬老人陈兰平，为了父亲留下的一张1000元定期存单奔波了8年，却始终无法兑付。原来，这张被陈父于1958年存入建屏县柏坡乡信用合作社的存单，一直未被陈家人取出。直到2005年陈母去世，陈兰平才发现这笔“尘封的存款”。而信用社却以“时间太久，找不到存根”为由，拒绝兑付[4]。

## 8月2日
- 上午7时37分许，江苏昆山开发区中荣金属制品有限公司汽车轮毂拋光车间在生产过程中发生爆炸，造成重大人员伤亡，昆山官方确认事故现场共有264人，68人遇难[5]。
- 在柏林举行的第二十届世界翻译大会会员代表大会上，中国文学翻译家许渊冲荣获国际翻译界最高奖项之一——国际翻译家联盟（国际译联）2014“北极光”杰出文学翻译奖，成为该奖项1999年设立以来首位获此殊荣的亚洲翻译家[6][7][8][9]。

## 8月3日
- 下午16:30，云南昭通市鲁甸县龙头山镇发生芮氏6.5级地震，截止晚上9時30分，地震已造成至少175人死亡[10][11][12][13][14]。8月4日，中共中央政治局常委、国务院总理李克强飞赴地震灾区后，乘车赶往此次云南鲁甸地震的震中龙头山镇[15][16][17]。

## 8月5日
- 科技部通过科技基础性工作专项部署了“我国近海海洋生物DNA条形码资源库构建”重点项目，由中国科学院海洋研究所承担。2014年8月5日，该项目专家组会议在青岛召开。陈宜瑜院士、孟伟院士等11位项目专家与会[18][19]。
- 人民日报河南分社原社长罗会文被带走调查[20]。

## 8月6日
- 媒体称青岛海关副关长边佩全疑离奇死亡，传其被刺死[21]。
- 陕西洛川县城市管理局局长被免，媒体称其涉嫌强暴女下属[22]。

## 8月7日
- 国际计量局（BIPM）正式通知：中国计量科学研究院研制并运行的“NIM5铯原子喷泉钟”通过评审，被接收为国际计量局（BIPM）认可的基准钟之一，参与驾驭国际原子时（TAI）。这标志着中国继法、美、德、意、日、英、俄7国之后，成为国际计量局认可的参与修正国际原子时的国家[23][24][25]。
- 百度诉360违反爬虫协议案宣判：360赔偿70万元[26][27][28][29]。

## 8月8日
- 外交部长王毅出席在缅甸内比都举行的中国-东盟（10+1）外长会、东盟与中日韩（10+3）外长会、东亚峰会（EAS）外长会和东盟地区论坛（ARF）外长会，并访问缅甸[30]。

## 8月11日
- 上海光明集团原董事长王宗南涉嫌挪用公款、受贿被逮捕[31]。
- 安徽淮南市委书记方西屏被查，曾豪言20天铲平一个镇[32]。
- 正菱集团董事局主席廖荣纳已被国际刑警组织红色通缉令全球通缉。涉非法吸存32亿[33][34][35]。

## 8月12日
- 辽宁省鞍山市中级人民法院院长宋景春涉嫌严重违纪违法接受组织调查[36][37][38]。
- 8月12日上午，湖南省纪委预防腐败室副主任陆群，通过其名为“御史在途”的实名认证微博账号，实名举报国家食品药品监督管理局前局长、现国家药典委常务副主任委员邵明立。陆群称，2005年前后，国家药典委把中国南方地区传承上千年的“金银花”更名为“山银花”，把金银花作为山东“忍冬花”的专用名[39]。

## 8月13日
- 由中国铁建二十局集团设计建设的安哥拉本格拉铁路工程全线完工。全长1344公里的本格拉铁路是继坦赞铁路之后，中国企业在非洲修建的里程最长、规模最大的一条现代化铁路[40]。本格拉铁路全线设车站67座，设计时速90公里，项目总投资约18.3亿美元，是安哥拉有史以来修建的线路最长、速度最快、规模最大的现代化铁路项目[40][41]。

## 8月14日
- 江西安远县原书记邝光华受审，当庭举报苏荣家属[42][43]。
- 央视电视剧频道（CCTV-8）副总监黄海涛被带走[44][45]。

## 8月15日
- 《不动产登记暂行条例（征求意见稿）》公布，十种权利纳入登记，不动产信息各地各部门互通共享，虚假登记可追刑责[46][47]。

## 8月16日

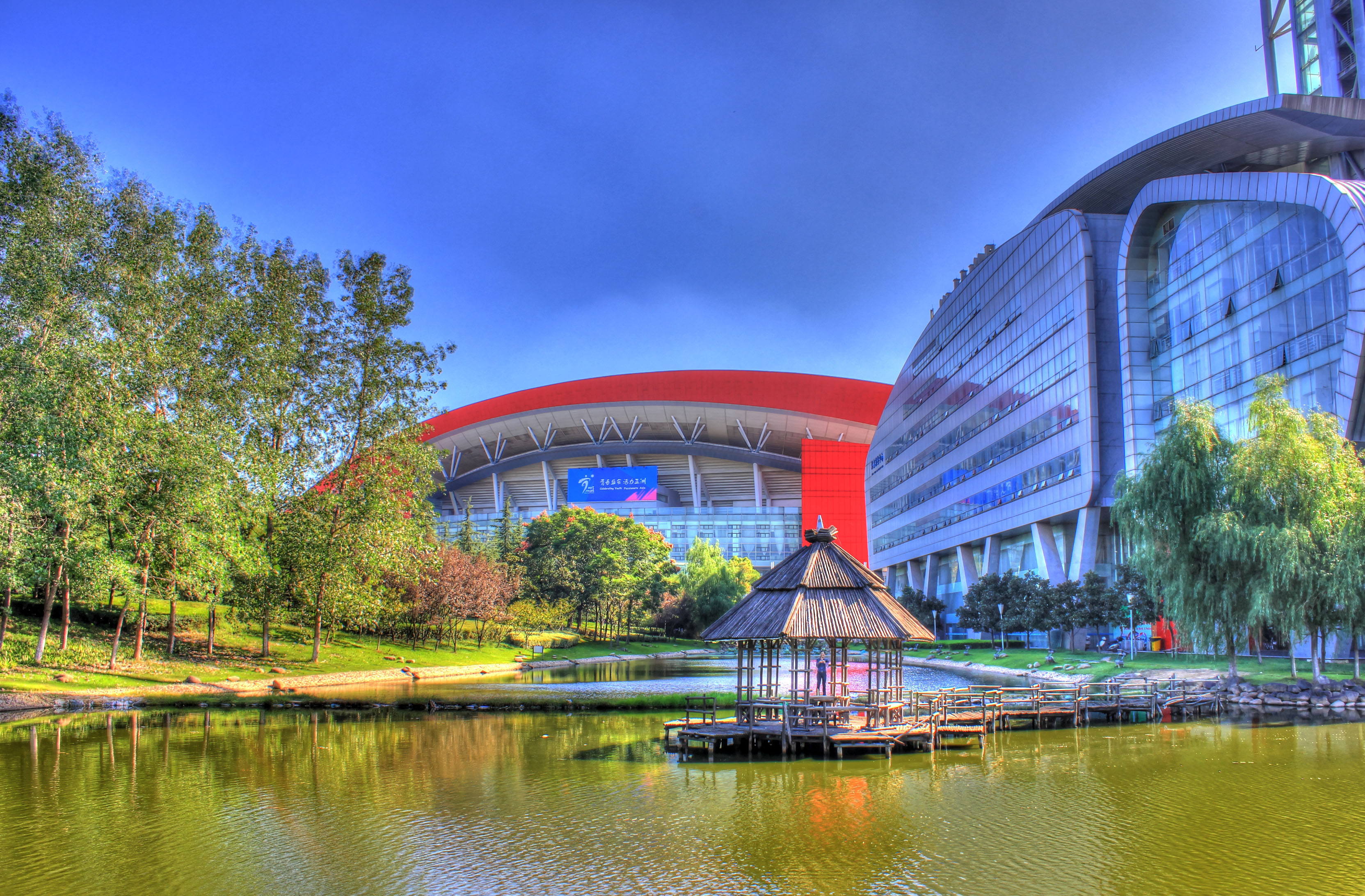
南京奥体中心

- 第二届夏季青年奥林匹克运动会在江苏省南京市隆重开幕。国家主席习近平出席开幕式并宣布运动会开幕[48]。南京青奥会是继2008年北京奥运会后，在中国举办的又一项具有国际影响的奥林匹克盛事[49][50]。
- 国务院总理李克强上午在人民大会堂会见美国国会众议员舒斯特率领的议员代表团，并同他们进行对话交流[51]。
- 首届中国慈善论坛在北京举行。300多位国际国内公益慈善界领袖等参加，本次活动以“开启善时代”为主题[52][53]。

## 8月17日
- 06时07分，云南昭通永善县发生5.0级地震，震源深度7千米[54]。

## 8月20日
- 中共中央上午在人民大会堂举行座谈会，纪念邓小平同志诞辰110周年[55]。中共中央总书记、国家主席、中央军委主席习近平发表讲话[56][57]。李克强、张德江、俞正声、王岐山、张高丽出席，刘云山主持[58]。
- 国务院总理李克强上午在人民大会堂会见乌兹别克斯坦总统卡里莫夫[59]。
- 军事医学科学院表示，由该院放射与辐射医学研究所根据埃博拉病毒基因序列研制，具有自主知识产权的“埃博拉病毒核酸检测试剂”通过总后勤部卫生部专家评审，并获得正式生产批文，将在深圳市普瑞康生物技术有限公司生产，从而为中国埃博拉病毒的早期诊断和防控提供重要技术储备[60][61][62]。
- 中华人民共和国国家发展和改革委员会宣布，对日本住友等8家零部件企业价格垄断行为依法处罚8.3亿余元，对日本精工等4家轴承企业价格垄断行为依法处罚约4亿元，合计罚款12.35亿元。这是中国反垄断部门迄今为止开出的最大罚单[63][64][65]。
- 郭美美今日被依法批捕，或面临3-10年有期徒刑[66]。

## 8月21日
- 8月21日-22日，中华人民共和国国家主席习近平访问蒙古国，与蒙古国总统额勒贝格道尔吉会谈[67]。会见总理阿勒坦呼亚格[68]，国家大呼拉尔主席恩赫包勒德[69]。在大呼拉尔发表演讲[70]。观看那达慕[71]。
- 中共中央政治局常委、国务院总理李克强在京听取了国家杰出青年科学基金设立20周年人才培养和科研成果的汇报，并同历年“杰青”基金获得者代表座谈交流[72][73]。
- 由全国工商联牵头组织、59家民企发起设立、注册资本达到500亿元的首家国字号民营投资公司——中国民生投资股份有限公司在上海揭牌[74][75]。全国政协副主席、全国工商联主席王钦敏出席揭牌仪式并讲话。中共中央统战部副部长、全国工商联党组书记、常务副主席全哲洙和中共上海市委副书记、市长杨雄共同为中民投揭牌。中共上海市委常委、常务副市长屠光绍，全国工商联副主席、中民投董事局主席董文标分别致辞[76][77]。

## 8月22日
- 中共中央政治局常委、国务院总理李克强来到中国铁路总公司考察并主持召开座谈会[78][79]。

## 8月23日
- 太原政法委书记柳遂记因违法犯罪被带走[80]。

## 8月24日
- “和平使命-2014”上海合作组织成员国武装力量联合反恐军事演习联合导演部总导演、解放军副总参谋长王宁，在内蒙古朱日和训练基地宣布联演正式开始，并向各国战役指挥员下达战役训令[81][82][83][84]。

## 8月25日
- 国家主席习近平在人民大会堂同津巴布韦总统穆加贝举行会谈。习近平高度评价中津传统友谊及穆加贝为两国关系发展做出的重要贡献[85][86][87][88]。
- 提请第十二届全国人民代表大会常务委员会第十次会议上审议的《关于设立烈士纪念日的决定（草案）》提出，将9月30日确定为烈士纪念日。每年9月30日，国家举行纪念烈士活动[89]。
- 对口支援西藏工作20周年电视电话会议在北京人民大会堂召开。中共中央政治局常委、全国政协主席俞正声，中共中央政治局常委、国务院副总理张高丽出席会议[90][91]。
- 据中央纪委监察部网站消息，近期，中共浙江省纪委对浙江日报报业集团原副社长王一义的严重违纪问题进行了立案检查[92]。

## 8月26日
- 国务院总理李克强在人民大会堂东门外广场举行仪式，欢迎来华进行正式访问的安提瓜和巴布达总理贾斯顿·布朗[93][94]。
- 为期三天的2014中国互联网大会在京开幕。本次大会以“创造无限机会——打造新时代经济引擎”为主题，议题涵盖移动互联网、互联网金融、可穿戴设备、大数据、云计算等20余个板块[95][96][97]。
- 最高人民法院院长周强：周永康被查充分说明中国不存在制度笼子之外的权力[98]。
- 华润电力总裁王玉军被查[99][100]。

## 8月27日
- 政协十二届全国委员会常务委员会第七次会议下午在京闭幕。中共中央政治局常委、全国政协主席俞正声出席闭幕会并讲话。这次常委会议的议题是围绕“深入落实八项规定精神，以优良的党风政风带动民风社风”建言献策。中共中央政治局常委、中央纪律检查委员会书记王岐山应邀出席开幕会并作报告[101][102][103]。
- 中共中央总书记、国家主席、中央军委主席习近平在中南海听取兰考县委和河南省委党的群众路线教育实践活动情况汇报[104][105][105]。
- 国务院总理李克强在中南海紫光阁会见巴基斯坦人民党联合主席、前总统扎尔达里[106]。
- 林铎任中共辽宁省委常委、纪委书记，不再担任哈尔滨市委书记、常委、委员职务[107]。
- 根据检察机关提供的线索，国务院国资委纪委对国家电网公司辽宁省电力有限公司总经理燕福龙涉嫌严重违纪违法问题立案调查。国家电网5月来每月至少一名省级公司高管被带走[108]。
- 北京门头沟区区长王洪钟涉嫌严重违纪违法被调查。曾任中共北京市密云县委书记，北京市市政管理委员会党组成员、副主任等职[109]。

## 8月28日
- 中华人民共和国国家主席、中央军委主席习近平在人民大会堂会见了来华出席上海合作组织成员国军队总参谋长会议的哈萨克斯坦、吉尔吉斯斯坦、俄罗斯、塔吉克斯坦、乌兹别克斯坦总参谋长。习近平表示中方高度重视上海合作组织在地区安全和发展中的积极作用，愿同各方一道开好今年杜尚别峰会，全面落实成员国长期睦邻友好合作条约及其实施纲要，推动上海合作组织在维护安全、发展经济、促进人文交流三大领域发挥更大作用[110][111][112]。
- 中华人民共和国国务院总理李克强在南京出席第二届夏季青年奥林匹克运动会闭幕式[113]；期间举行宴会，欢迎出席第二届夏季青年奥林匹克运动会闭幕式的国际贵宾。国际奥委会主席巴赫、国际奥委会名誉主席罗格、安提瓜和巴布达总理布朗、吉布提总理卡米勒、马达加斯加总理库卢、克罗地亚议长莱科等出席[114][115][116][117][118]。
- 8月28日至30日，国务委员杨洁篪对新加坡进行访问[119]
- 国务院副总理张高丽访问捷克，并在布拉格出席第二次中国－中东欧国家地方领导人会议并发表讲话[120][121]，会见捷克总统泽曼和总理索博特卡[122][123][124]。
- 国家发改委价格司原司长曹长庆被曝遭调查，或涉能源腐败[125]。
- 长春市反贪局局长李晓明被撤职。2014年2月12日，中国青年报刊发报道《坐头等舱、住五星级宾馆，由利害关系人支付住宿费 长春市检察官海南办案之旅》，披露了李晓明等人在赴海南办理齐屿案件中，接受本案证人郭昆支付费用的食宿、游玩安排，而郭昆与齐屿有重大利益冲突。特别是在中央出台“八项规定”之后，李晓明在办案期间仍住五星级宾馆，同样由郭昆支付费用[126]。

## 8月29日
- 中共中央政治局下午就世界军事发展新趋势和推进中国军事创新进行第十七次集体学习。中共中央总书记习近平在主持学习时强调，世界新军事革命对我们既是机遇，也是挑战。我们要登高望远、见微知著，看到世界军事领域发展变化走向，看到世界新军事革命重大影响，形成科学的认识和判断，与时俱进大力推进军事创新，有针对性推进国防和军队建设改革[127][128]。
- 中共中央政治局会议通过《深化党的建设制度改革实施方案》、《中央管理企业负责人薪酬制度改革方案》、《关于合理确定并严格规范中央企业负责人履职待遇、业务支出的意见》、《关于深化考试招生制度改革的实施意见》[129][130][131]。
- 中共山西省委常委、统战部部长白云，以及山西省副省长任润厚涉嫌严重违纪违法，目前正接受组织调查[132]。
- 一汽集团原副总经理安德武被调查，4天3高管被查[133]。

## 8月30日
- 8月30日至8月31日，国务院副总理汪洋在新疆考察调研农业农村工作时强调，开展棉花目标价格改革试点，是探索完善农产品价格形成机制、发挥市场配置资源作用的重大举措，要坚定改革信心，完善操作办法，精心组织实施，确保顺利推进。随后国家在新疆启动了为期三年的棉花目标价格改革试点[134]。
- 沪港通系统的功能性测试8月30日、31日全面举行。上海证券交易所组织全市场提出申请的会员单位参与了全网测试。本次测试主要内容为港股通的交易申报、成交返回、行情、过户、派发红利、送股、派送权证、司法冻结等业务。测试中，本所港股通系统表现正常，闭市处理正常，参测会员未出现重大异常问题[135]。